# Fritz Steidl
Fritz Steidl, auch Fritz Steidl-Franke (* 23. Januar 1868 in Hamburg; † 1. Dezember 1927 in Berlin; eigentlich Julius Friedrich Karl Franke) war ein deutscher Sänger, Humorist und Theaterdirektor.

## Leben
Fritz Steidls Vater Robert Franke war Theaterdirektor des Zentralhallen- und Wilhelm-Theaters in Hamburg. Er begann bei den Stettiner Sängern, ebenso wie seine Brüder Otto, Robert und Max. 1895 gründete er in Berlin einen Theater-Couplet- und Musikverlag. Später war er im Metropol- und Apollo-Theater in Berlin engagiert. 1902 übernahm er das ehemalige Scala-Theater in der Linienstraße 132 und nannte es Steidl-Theater, musste es aber bereits 1905 wieder aufgeben. 1906 und 1907 war er dann Direktor der Steidl-Sänger, machte dann den Versuch der Gründung eines Steidl-Theater- u. Konzerthauses in der Brückenstraße 2, der aber scheiterte, und war dann zwischen 1915 und 1918 Direktor des Nationaltheaters in der Köpenicker Straße 68 in Berlin. 1915 feierte er sein 30-jähriges Bühnenjubiläum.

## Familie
Er heiratete 1894 in Berlin die Schauspielerin Clara Emilie Wittenberg (1877–1945). Die Ehe wurde 1921 geschieden. Die Tochter Flora (1894–1958) wurde ebenfalls Schauspielerin, spielte zu Beginn ihrer Karriere am Metropol-Theater in Berlin und machte mit Paul Lincke Gastspielreisen. Sie trat nach ihrer Heirat im Jahr 1918 nicht mehr auf. Der Sohn Fritz (* 28. April 1902, † nach 1982) wurde Schauspieler und Regisseur. Er spielte bereits mit 13 Jahren in Stummfilmen und dann als Tanz- und Operettenbuffo. In zweiter Ehe war Steidl dann ab 1925 mit der Sängerin Ida Agnes Kühn verheiratet.